# Matthias Hermanns
Matthias Hermanns (31 mai 1899 - 9 janvier 1972) est un missionnaire de la SVD et tibétologue allemand.

## Biographie
Le père Matthias Hermanns est membre de la Société du Verbe-Divin (Societas Verbi Divini ou SVD), une congrégation catholique qui, entre 1922 et 1953, envoya quelque 90 missionnaires dans la Chine du nord-ouest (Gansu, Qinghai and Xinjiang), y établissant une trentaine de missions. Avec Dominik Schröder et Johan Frick, il fait partie des missionnaires au sein de la SVD qui s'intéressent à l'ethnologie, une activité ayant le soutien de la congrégation.
Ses recherches ont pour cadre principal la région de l'Amdo (Kokonor) dans le nord-est du Tibet et pour sujet le statut social de la femme tibétaine, et les nomades éleveurs de bétail[citation nécessaire], auxquels il fournissait par ailleurs des soins médicaux.
En mars 1939, Hermanns séjournait dans l'Amdo lors de la découverte du futur 14e dalaï-lama et put rencontrer l'enfant, alors âgé de 3 ans et demi et qui ne parlait que le chinois, au monastère de Kumbum où il séjournait avant son transfert à Lhassa. Sur la base des informations recueillies sur place, notamment auprès du lama Ke-tsang, Herrmanns livra sa propre description des circonstances de la découverte du 14e dalaï-lama qu'il fut autorisé à photographier.

## Œuvre
En près de 40 années de recherches, Hermanns a publié (en allemand et, plus rarement, en anglais) plus d'une vingtaine de livres ou d'articles, principalement sur les populations pastorales de l'Amdo et leur langue, leur religion, leur culture, leur nomadisme, mais aussi sur les populations indo-tibétaines de l'Himalaya et de l'Inde, ainsi que sur l'évolution de l'Homme.
Il est aussi l'auteur d'une traduction en allemand de l'Épopée du roi Gesar, traduction reposant sur des manuscrits recueillis dans l'Amdo.